# Rajd Dolnośląski 2013
23. Rajd Dolnośląski – 23. edycja Rajdu Dolnośląskiego. Był to rajd samochodowy rozgrywany od 17 do 19 października 2013 roku. Była to siódma runda Rajdowych Samochodowych Mistrzostw Polski w roku 2013.

## Wyniki końcowe rajdu[1]
| Miejsce | Kierowca            | Pilot                 | Samochód                 | Czas      | Strata   | Grupa Klasa | Punkty |
| ------- | ------------------- | --------------------- | ------------------------ | --------- | -------- | ----------- | ------ |
| 1       | Łukasz Habaj        | Piotr Woś             | Mitsubishi Lancer Evo IX | 1:43:26.4 | -        | 2           | 42     |
| 2       | Tomasz Kuchar       | Daniel Dymurski       | Peugeot 207 S2000        | 1:43:33.2 | +6.8     | 2           | 33     |
| 3       | Wojciech Chuchała   | Kamil Heller          | Subaru Impreza STi R4    | 1:46:37.9 | +3:11.5  | 2           | 30     |
| 4       | Maciej Rzeźnik      | Przemysław Mazur      | Peugeot 207 S2000        | 1:48:30.3 | +5:03.9  | 2           | 23     |
| 5       | Tomasz Gryc         | Przemyslaw Zawada     | Peugeot 207 S2000        | 1:50:06.1 | +6:39.7  | 2           | 15     |
| 6       | Mariusz Nowocień    | Bartłomiej Jakubowski | Mitsubishi Lancer Evo X  | 1:50:30.0 | +7:03.6  | 3           | 17     |
| 7       | Jan Chmielewski     | Robert Hundla         | Citroën DS3 R3T          | 1:51:18.2 | +7:51.8  | 5           | 12     |
| 8       | Sylwester Płachytka | Maciej Machela        | Citroën C2 R2 Max        | 1:53:34.8 | +10:08.4 | 6           | 7      |
| 9       | Tomasz Kasperczyk   | Damian Syty           | Škoda Fabia R2           | 1:55:02.4 | +11:36.0 | 6           | 2      |
| 10      | Paweł Danilczuk     | Maciej Gleixner       | Mitsubishi Lancer Evo X  | 1:55:33.4 | +12:07.0 | 3           | 1      |